# ガイゼンハイム
ガイゼンハイム (ドイツ語: Geisenheim, ドイツ語発音: [ˈga‿izn̩ha‿im]) は、ドイツ連邦共和国ヘッセン州ダルムシュタット行政管区のラインガウ＝タウヌス郡に属す市である。この街はヴィースバーデンとリューデスハイムとの間のライン川沿いに位置し、ワインの街、学園都市、聖堂都市、ボダイジュの街として知られている。ガイゼンハイムはガイゼンハイム単科大学の所在地であり、ヘッセン内務省から「ホーホシュールシュタット」（大学都市）の称号を授けられている。

## 地理

### 位置
本市の市域は、ライン川からタウヌス山地の主脈に続くラインガウ山地南斜面まで、幅約 3 km の帯状におおむね南北に延びている。ガイゼンハイム地区やヨハニスベルクの下の部分、高度 250 m 付近までは主にブドウ山となっている。北に続く部分は森に覆われている。森の端に巡礼修道院のあるマリエンタール住宅地がある。さらに上の開墾地にシュテファンスハウゼンがある。ガイゼンハイムの最も高い山はヘルコプフの 474 m である。タウヌス山地主脈の向こう側、カンマーブルクやラウクスブルク近くのエルンストバッハタール下流域やヴィスパー川左岸を含む背後地の森もガイゼンハイムに含まれる。ラインからヴィスパー川まで市域は約 13 km の長さがある。
ヨハニスベルガー・シュロスのやや南、「シュロス・ヨハニスベルク」ブドウ農場を北緯50度の緯線が通っている。基壇の上に2つの鋳鉄製の標識があり、これを示している。
街の前には、長く延びたライン川の中州シェーンボルンシェ・アウエがある。この中州は再自然化の過程で沿岸から再び切り離された。

### 隣接する市町村
ガイゼンハイムは、北はロルヒ、東はエストリヒ＝ヴィンケル、南はインゲルハイムおよびビンゲン（ともにラインラント＝プファルツ州マインツ＝ビンゲン郡）、西はリューデスハイムと境を接している。

### 市の構成
ガイゼンハイム市は、4つの市区に分けられる。「中核市区」、ヨハニスベルク（グルント、ベルク、シュロスハイデ）、マリエンタール、シュテファンスハウゼンである。
ヨハニスベルクは、ガイゼンハイムでおそらく最もよく知られている市区である。この市区は、シュペートレーゼの原産地（精確にはアウスレーゼがシステマチックに生産されるようになった）で、ワインの産地として世界的に知られている。ヨハニスベルク城では、無名のシュペートレーザーの騎士の像がこれを記念している。メッテルニヒ侯は、ウィーン会議後の1816年に皇帝フランツ1世からこの城の領地を与えられた。
マリエンタールは、近くにあるマリエンタール修道院からその名が採られた。この修道院はマリアの巡礼で知られており、また、世界初の修道院出版所が設けられた場所でもある。

### 気候
ドイツ気象庁は、ガイゼンハイムに農業気象学の出張所を置いている。この測候所では1884年から継続的に気象データが収集されている。
| ガイゼンハイム市（1884年 - 2008年）の気候                                | ガイゼンハイム市（1884年 - 2008年）の気候 | ガイゼンハイム市（1884年 - 2008年）の気候 | ガイゼンハイム市（1884年 - 2008年）の気候 | ガイゼンハイム市（1884年 - 2008年）の気候 | ガイゼンハイム市（1884年 - 2008年）の気候 | ガイゼンハイム市（1884年 - 2008年）の気候 | ガイゼンハイム市（1884年 - 2008年）の気候 | ガイゼンハイム市（1884年 - 2008年）の気候 | ガイゼンハイム市（1884年 - 2008年）の気候 | ガイゼンハイム市（1884年 - 2008年）の気候 | ガイゼンハイム市（1884年 - 2008年）の気候 | ガイゼンハイム市（1884年 - 2008年）の気候 | ガイゼンハイム市（1884年 - 2008年）の気候 |
| 月                                                                       | 1月                                       | 2月                                       | 3月                                       | 4月                                       | 5月                                       | 6月                                       | 7月                                       | 8月                                       | 9月                                       | 10月                                      | 11月                                      | 12月                                      | 年                                        |
| ------------------------------------------------------------------------ | ----------------------------------------- | ----------------------------------------- | ----------------------------------------- | ----------------------------------------- | ----------------------------------------- | ----------------------------------------- | ----------------------------------------- | ----------------------------------------- | ----------------------------------------- | ----------------------------------------- | ----------------------------------------- | ----------------------------------------- | ----------------------------------------- |
| 最高気温記録 °C （°F）                                                   | 15.6 (60.1)                               | 18.2 (64.8)                               | 25.1 (77.2)                               | 30.6 (87.1)                               | 34.5 (94.1)                               | 37.3 (99.1)                               | 37.9 (100.2)                              | 38.3 (100.9)                              | 35.3 (95.5)                               | 27.3 (81.1)                               | 19.6 (67.3)                               | 17.0 (62.6)                               | 38.3 (100.9)                              |
| 日平均気温 °C （°F）                                                     | 1.1 (34)                                  | 2.2 (36)                                  | 5.7 (42.3)                                | 9.7 (49.5)                                | 14.2 (57.6)                               | 17.2 (63)                                 | 18.8 (65.8)                               | 18.0 (64.4)                               | 14.6 (58.3)                               | 9.7 (49.5)                                | 5.1 (41.2)                                | 2.1 (35.8)                                | 9.87 (49.78)                              |
| 最低気温記録 °C （°F）                                                   | −23.9 (−11)                               | −22.8 (−9)                                | −12.4 (9.7)                               | −5.2 (22.6)                               | −1.7 (28.9)                               | 1.7 (35.1)                                | 5.1 (41.2)                                | 4.1 (39.4)                                | −0.9 (30.4)                               | −7.2 (19)                                 | −13.6 (7.5)                               | −19.8 (−3.6)                              | −23.9 (−11)                               |
| 降水量 mm （inch）                                                       | 37.6 (1.48)                               | 33.3 (1.311)                              | 35.0 (1.378)                              | 35.9 (1.413)                              | 47.8 (1.882)                              | 55.0 (2.165)                              | 56.4 (2.22)                               | 52.9 (2.083)                              | 43.2 (1.701)                              | 45.6 (1.795)                              | 43.3 (1.705)                              | 44.0 (1.732)                              | 530 (20.865)                              |
| 平均月間日照時間                                                         | 46.9                                      | 77.4                                      | 129.7                                     | 173.5                                     | 217.8                                     | 221.4                                     | 228.3                                     | 212.2                                     | 157.0                                     | 97.4                                      | 48.2                                      | 36.8                                      | 1,646.6                                   |
| 出典：Mittelwerte und Extreme in Geisenheim aus dem Zeitraum 1884 – 2008 |                                           |                                           |                                           |                                           |                                           |                                           |                                           |                                           |                                           |                                           |                                           |                                           |                                           |

## 歴史

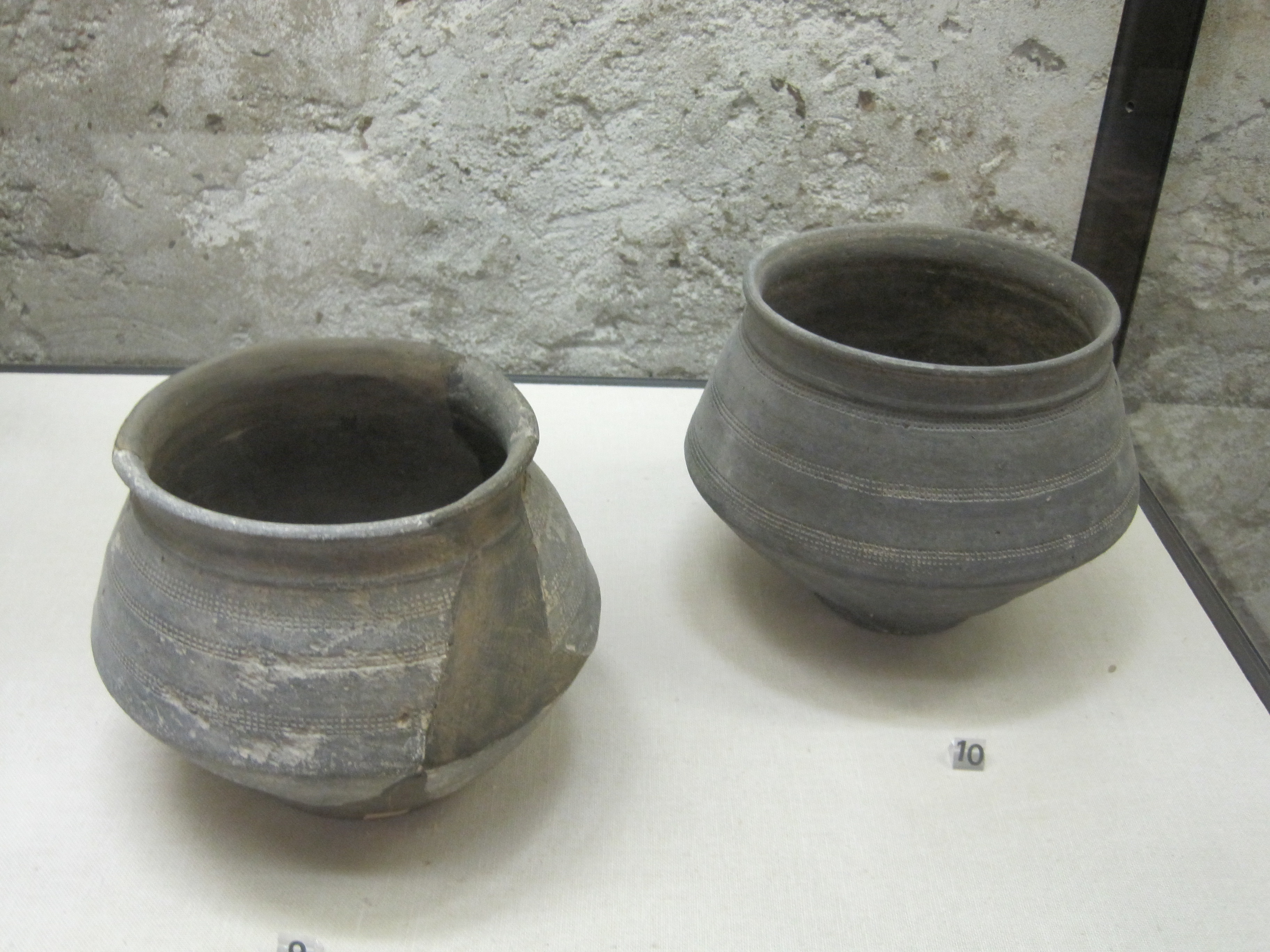
6-7世紀のフランク人墓地から発掘された壺

ガイゼンハイムは772年に初めて文書に記録されている。しかし、最初の定住は、1954年と2016年の発掘で証明されたように、500年頃になされた。この発掘調査では6世紀初めから8世紀初めのフランク人墓地の跡が出土した。
中世から近世にかけてガイゼンハイムはマインツ大司教領に属し、1806年から1866年まではナッサウ公国、その後はプロイセン王国に属した後、1946年からヘッセン州に属している。ガイゼンハイムは1864年から都市権を有している。
ナチ時代の1944年9月26日、ガイゼンハイムのヨハニスベルク機械製造 GmbH の工場（現在のアルテ・ヴェルクハレ）に、フリードリヒ・クルップAGの軍需製品製造計画を維持するためにナッツヴァイラー＝シュトルトホーフ強制収容所の外部指令所が設けられた。1944年12月12日に最初の強制収容所収容者がガイゼンハイムに送られた。200人の女性がバラックに収容された。この収容所は鉄道リューデスハイム - ヴィースバーデン線、ヴィンケラー通り、ロイタースハーン給油所の間にあった。収容者の多くはウッチのゲットーから連れてこられたポーランド系ユダヤ人で、それ以前はアウシュヴィッツ強制収容所で「労働能力がある」として選ばれた人々であった。1945年3月18日にこの女性たちはダッハウのミュンヘン＝アラッハ強制収容所まで更新させられた。そこで酷い虐待を受けたが、最終的に5月初めにアメリカ軍によって解放された。工場の敷地内には25人のソヴィエト人戦争捕虜が収容された会社固有の収容施設もあった（1943年時点）。

### 歴史的表記
この街は、史料の中で歴史の変遷とともに変化する以下の表記で記述されている。
| - Gisenheim (772年) - Gysenheim (788年) - Gisenheim (776年–796年 (789年/794年?)) - Gysenheim (954年–984年) - Gysinheim (1107年) - Gysenheim (1108年) | - Gisenheim (1128年) - Gisenheim (1133年–1137年) - Gisenheim (1144年) - Gisenheim (1215年) - Gysinheym (1350年) - Gysenheym (1408年) |

### 市町村合併
ヘッセン州の地域再編に伴い、1971年12月31日に、それまで独立した町村であったヨハニスベルクが自主的に合併した。1977年1月1日に法律に従ってシュテファンスハウゼンがガイゼンハイムに合併した。

## 行政

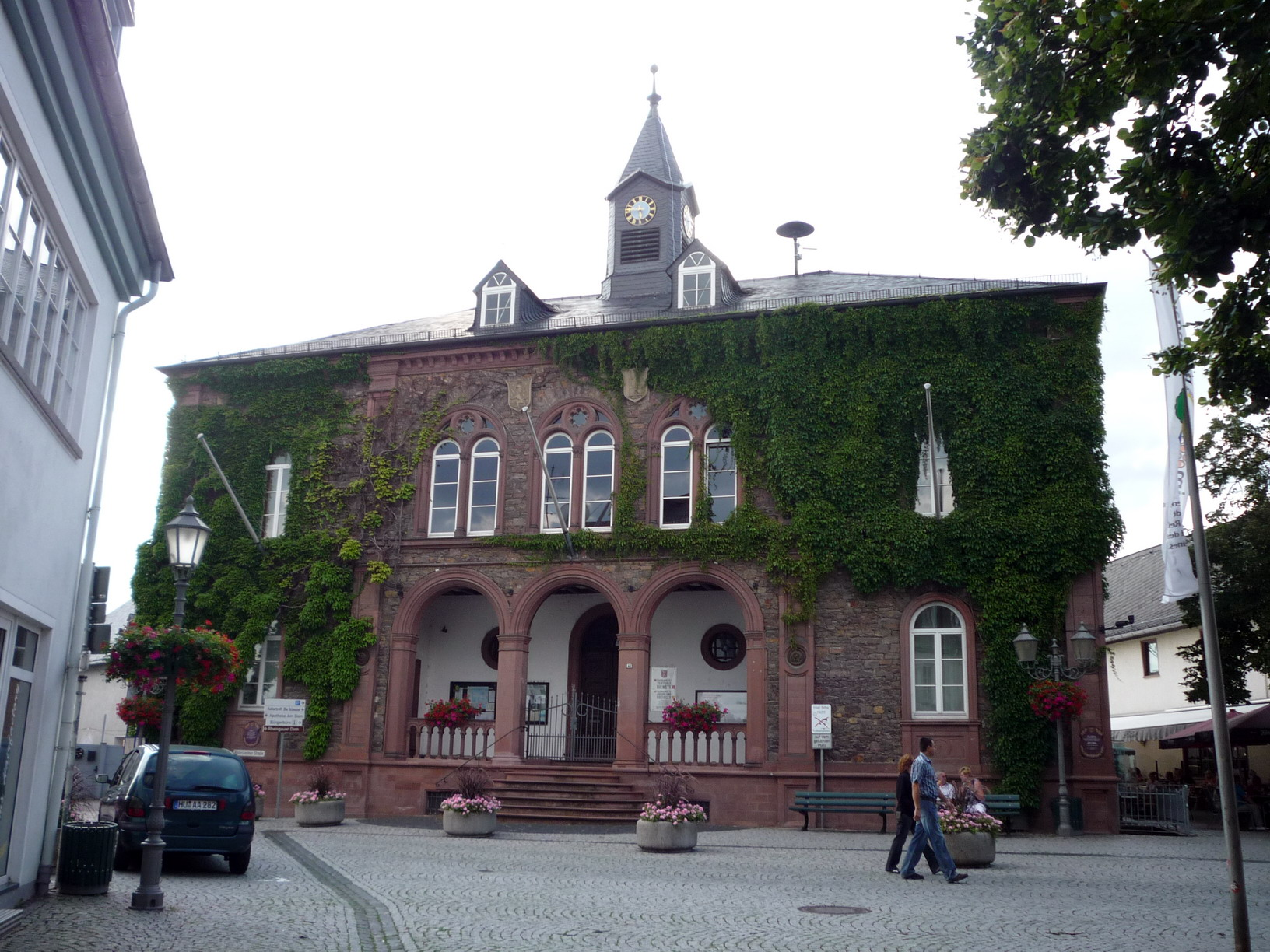
ガイゼンハイム市庁舎

### 議会
ガイゼンハイムの市議会は37議席からなる。

### 首長
ヘッセン州の自治体法によれば、首長は、ガイゼンハイム市の場合首長と10人の名誉職の委員からなる市政委員の代表者である。2017年11月1日からクリスティアン・アスマンが市長を務めている。これは前任者のフランク・キリアンがラインガウ＝タウヌス郡の郡長選挙で当選し2017年7月4日からこの職に就任したことによる選挙であった。
これまでの市長
- 1980年 - 1992年: ライナー・クライン
- 1992年 - 2010年: マンフレート・フェデレーン
- 2010年 - 2017年: フランク・キリアン[15]

### 紋章
ラインガウ＝タウヌス郡のガイゼンハイム市は、1978年10月5日にヘッセン州内務大臣から以下の紋章使用の認可を受けた。
図柄: 銀地に、屋根のある橋で結ばれた2本の赤い2階建ての塔。橋の上に6本スポークの赤い輪。橋の下に槍で刺され、火を噴く赤いドラゴン。
本市の紋章は、1972年の地域再編後にそれに合わせて変更されたものである。2つの古いマインツの輪は、ヨハニスベルク版のマインツの輪（上）とシュテファンスハウゼンのドラゴン（下）に置き換えられた。

### 姉妹都市
ガイゼンハイムは以下の都市と姉妹都市関係にある。
- セレンチュ（ハンガリー語版、英語版）（ハンガリー、ボルショド・アバウーイ・ゼンプレーン県）
- ピュリニィ・モンラッシェ（フランス、コート＝ドール県）
- ショヴィニー（フランス語版、英語版）（フランス、ヴィエンヌ県）
- トリノ（イタリア、ピエモンテ州）

## 文化と見所

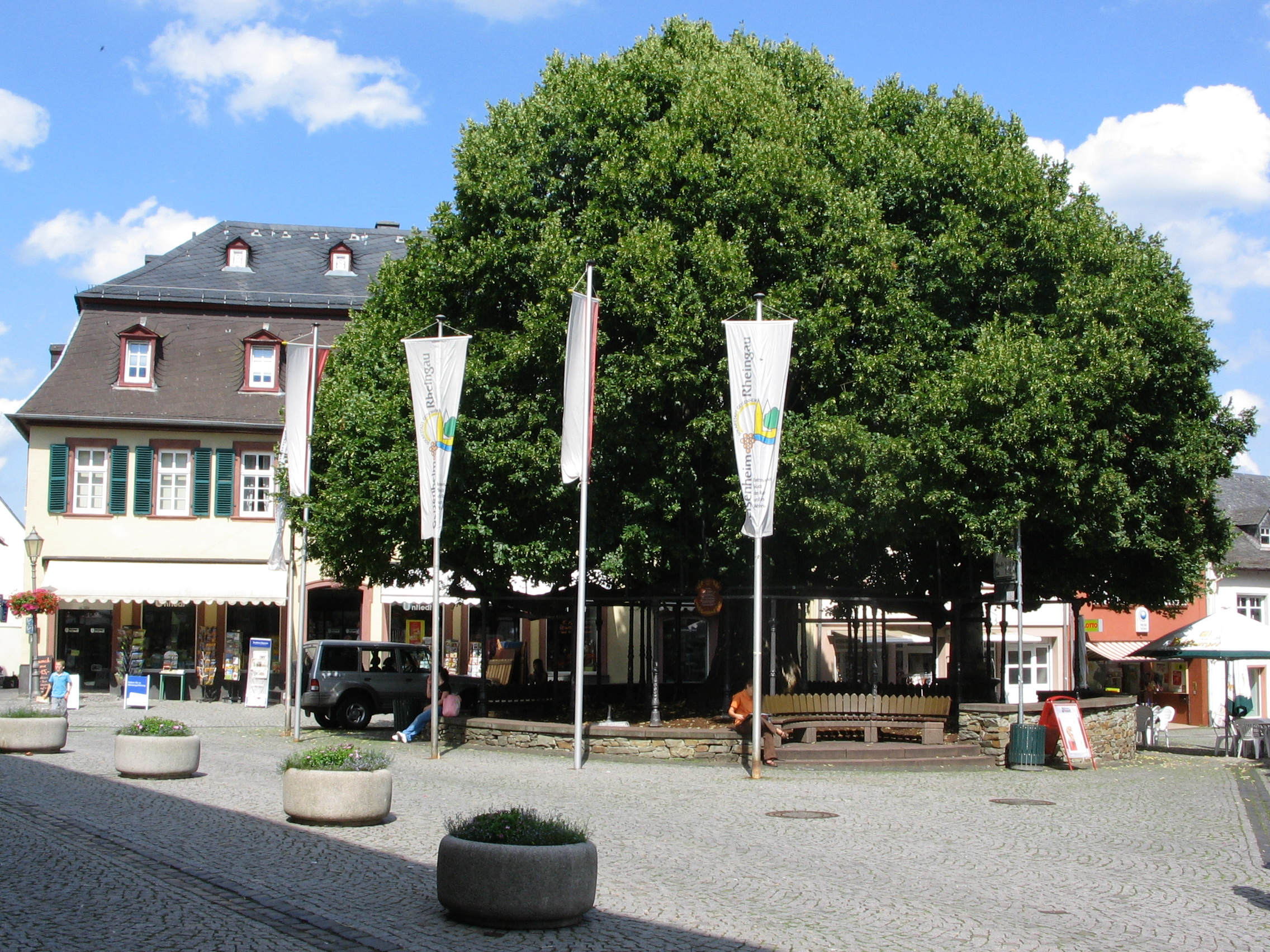
リンデン広場のボダイジュ

プフェッファーツォル（直訳: コショウの税関）では、その前を通る船から当時貴重だった香辛料の形で通行税を徴収していた。美しい出窓を持つこの小さな建物は現在、ライン川から 200 m 以上離れた旧市街南東部に位置している。

### ガイゼンハイムのボダイジュ
市庁舎のすぐ前のリンデン広場（直訳: ボダイジュ広場）に、この街のシンボルであるボダイジュの木がある。このフユボダイジュの木は、樹齢おそらく700年ほどで、1585年にゲリヒツリンデとして初めて記録されている。この木は1970年代に病気のために上部2番目の樹冠が刈り取られた。7月には聖堂と市庁舎との間の通りでリンデンフェスト（ボダイジュ祭）が開催される。

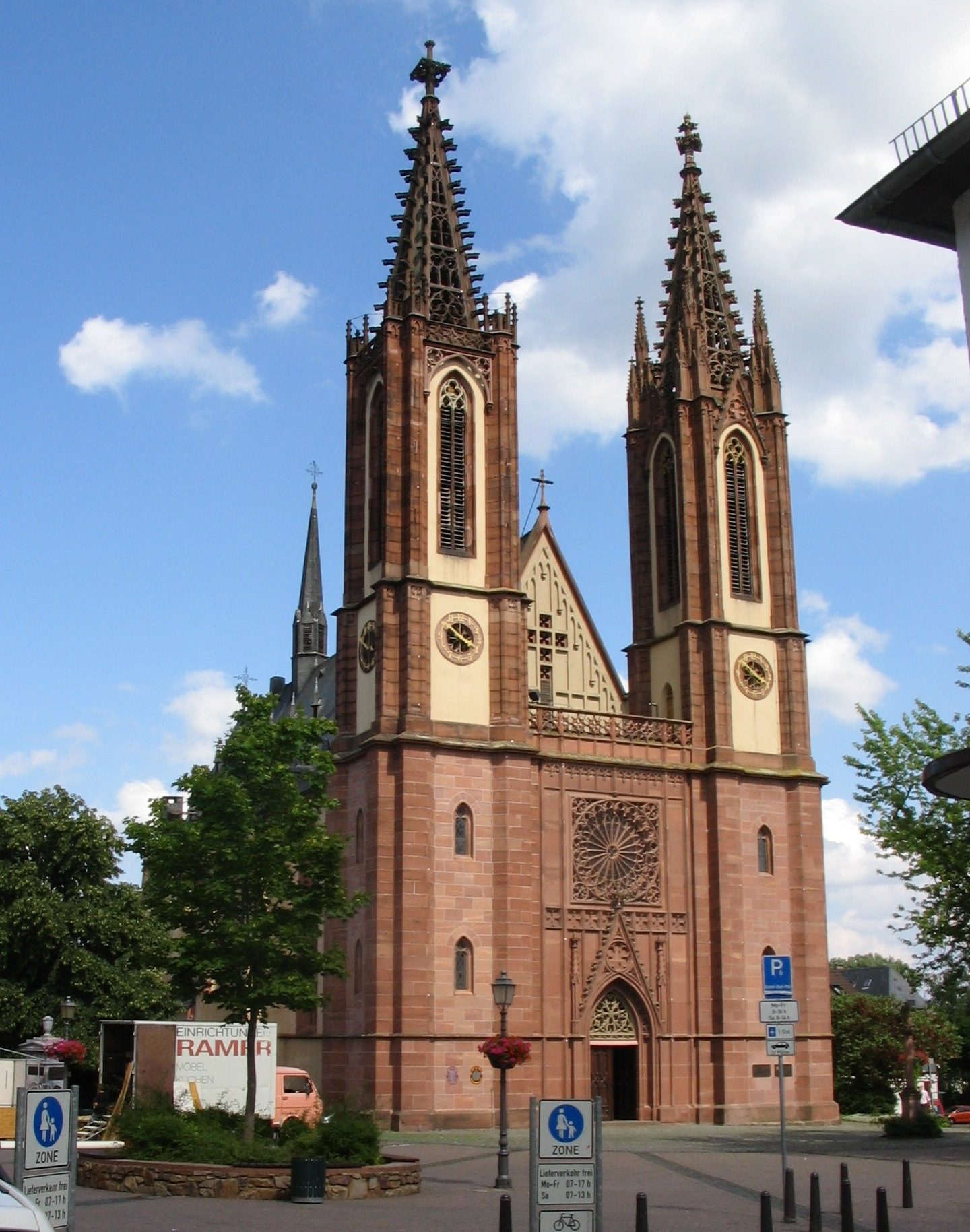
ラインガウアー聖堂

### 建築
- ラインガウアー聖堂。19世紀のネオゴシック様式の2本の塔があるファサード。16世紀初めの身廊と内陣。貴重な墓や豊かな内装。19世紀の有名なシュトム＝オルガン[訳注 2]。
- 福音主義教会。ネオロマネスク様式。1891年から1897年にルートヴィヒ・ホフマンの設計に基づいて建設された。
- ヨハニスベルク・ガイゼンハイム機械工場 (MJG) のアルテ・ヴェルクスハレ。ガイゼンハイムの長い機械製造の伝統を物語る最も重要な産業文化財である。
- クロンベルガー・ホーフ。16世紀後半のかつての貴族の館。
- エーバーバッハー・ホーフ。エーバーバッハ修道院の事務棟で、建築家フィリップ・ホフマンの両親の家である。
- バヘリン＝ハウス。1695年頃に造られたバヘリン家の旧居。メインリビングの1822年/1823年製の手書きの壁紙。ドイツの民家の手書きの壁紙の中で最も古いものである[21]。

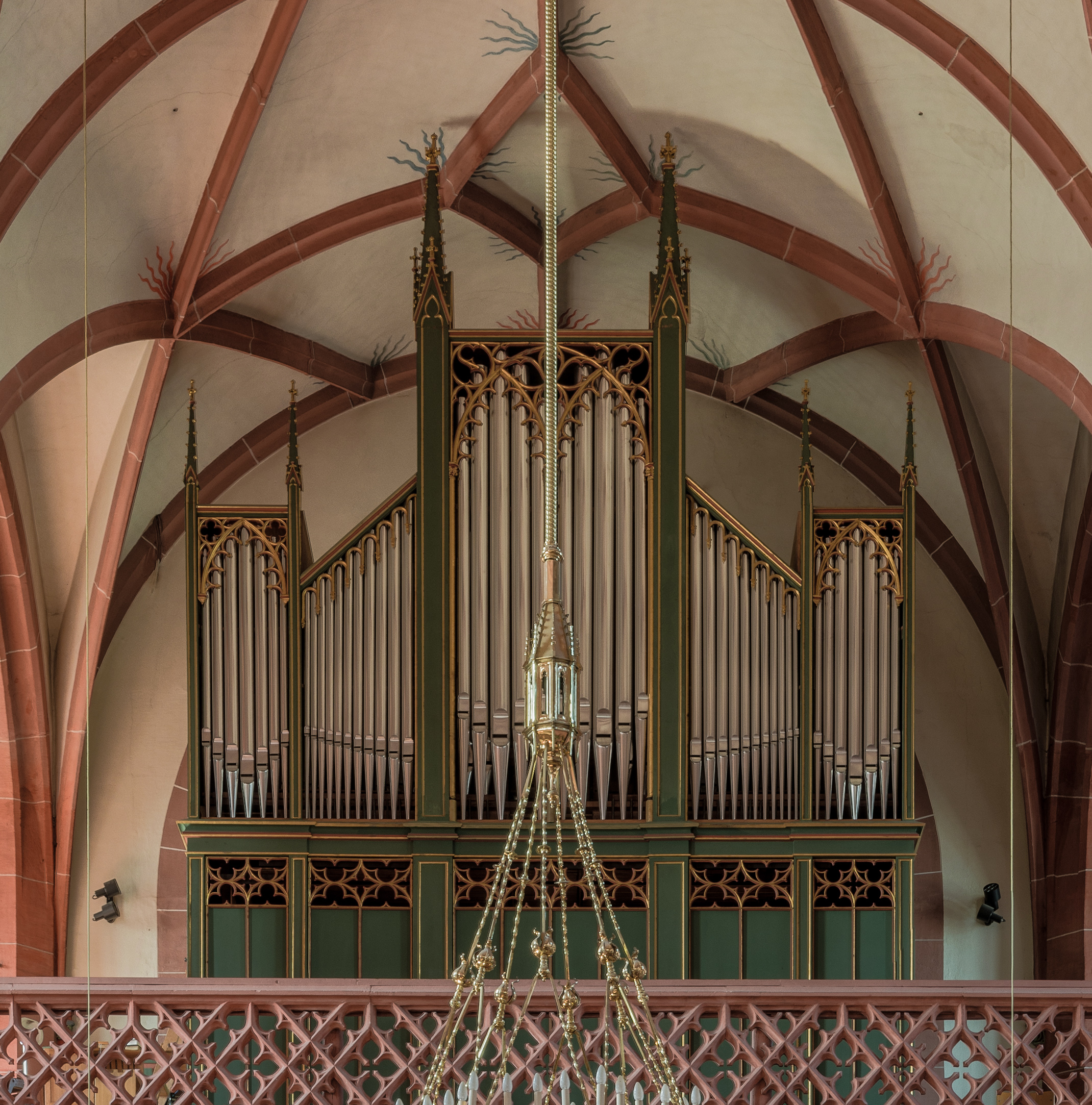
ラインガウアー聖堂のオルガン
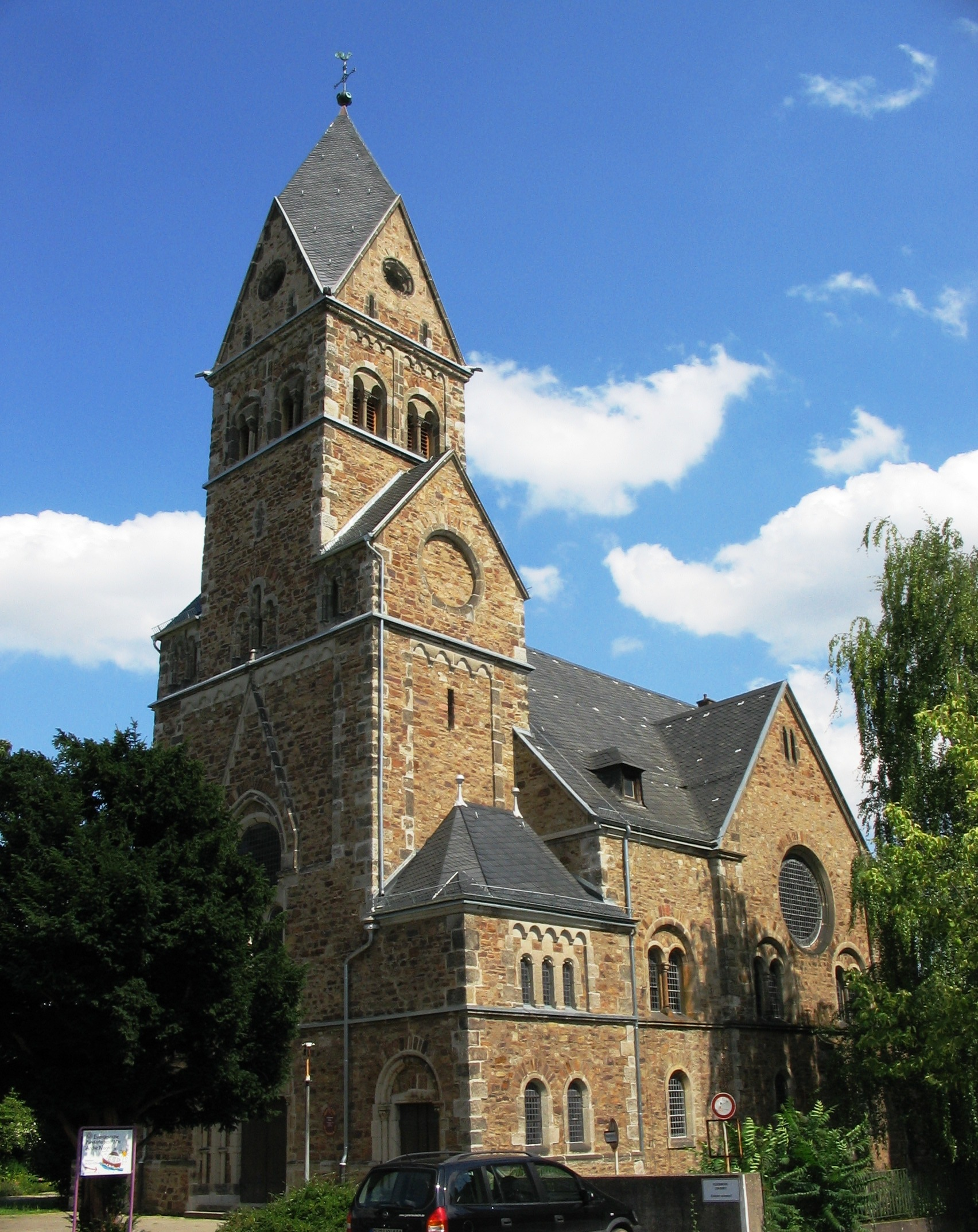
ガイゼンハイムの福音主義教会
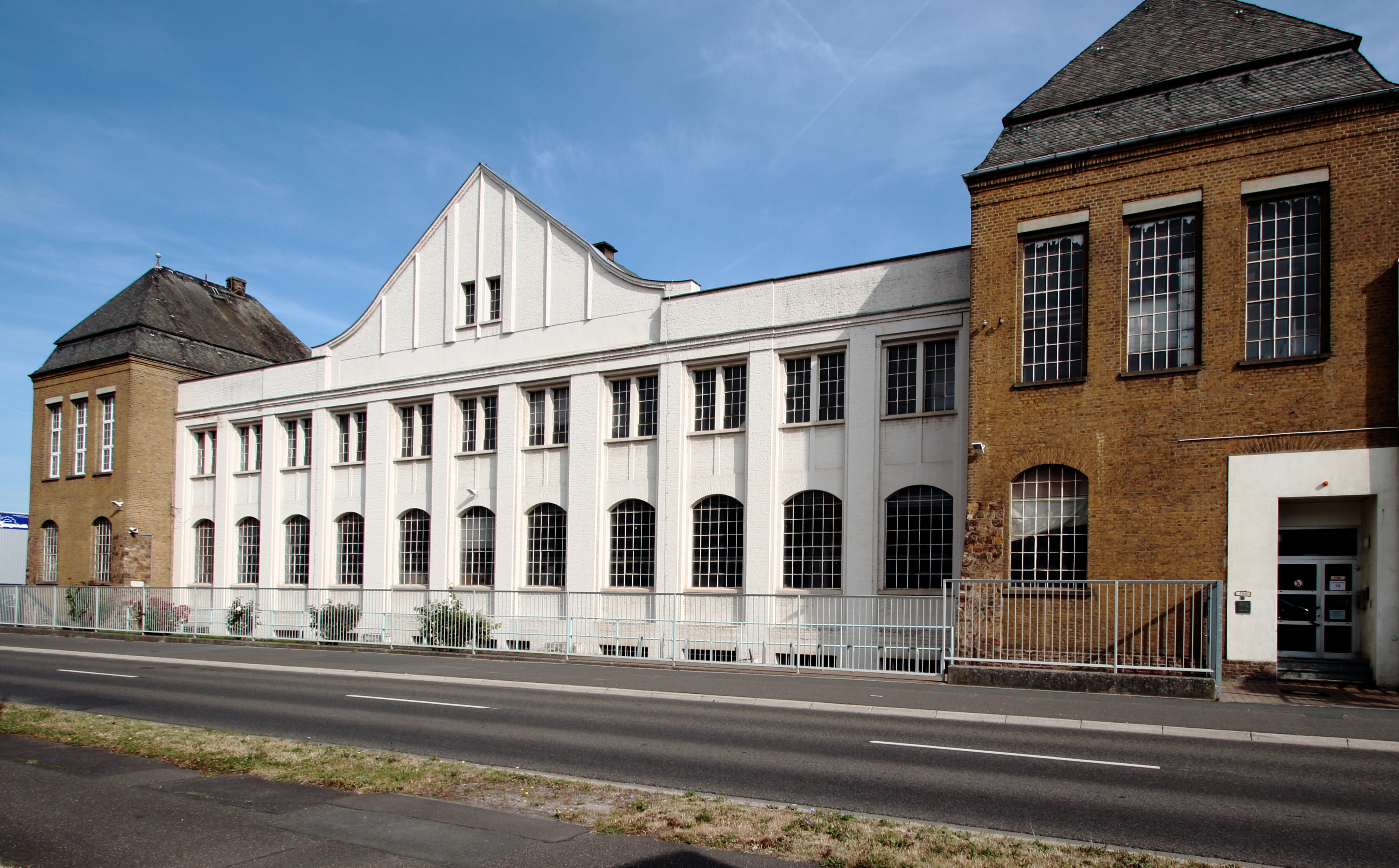
アルテ・ヴェルクスハレ
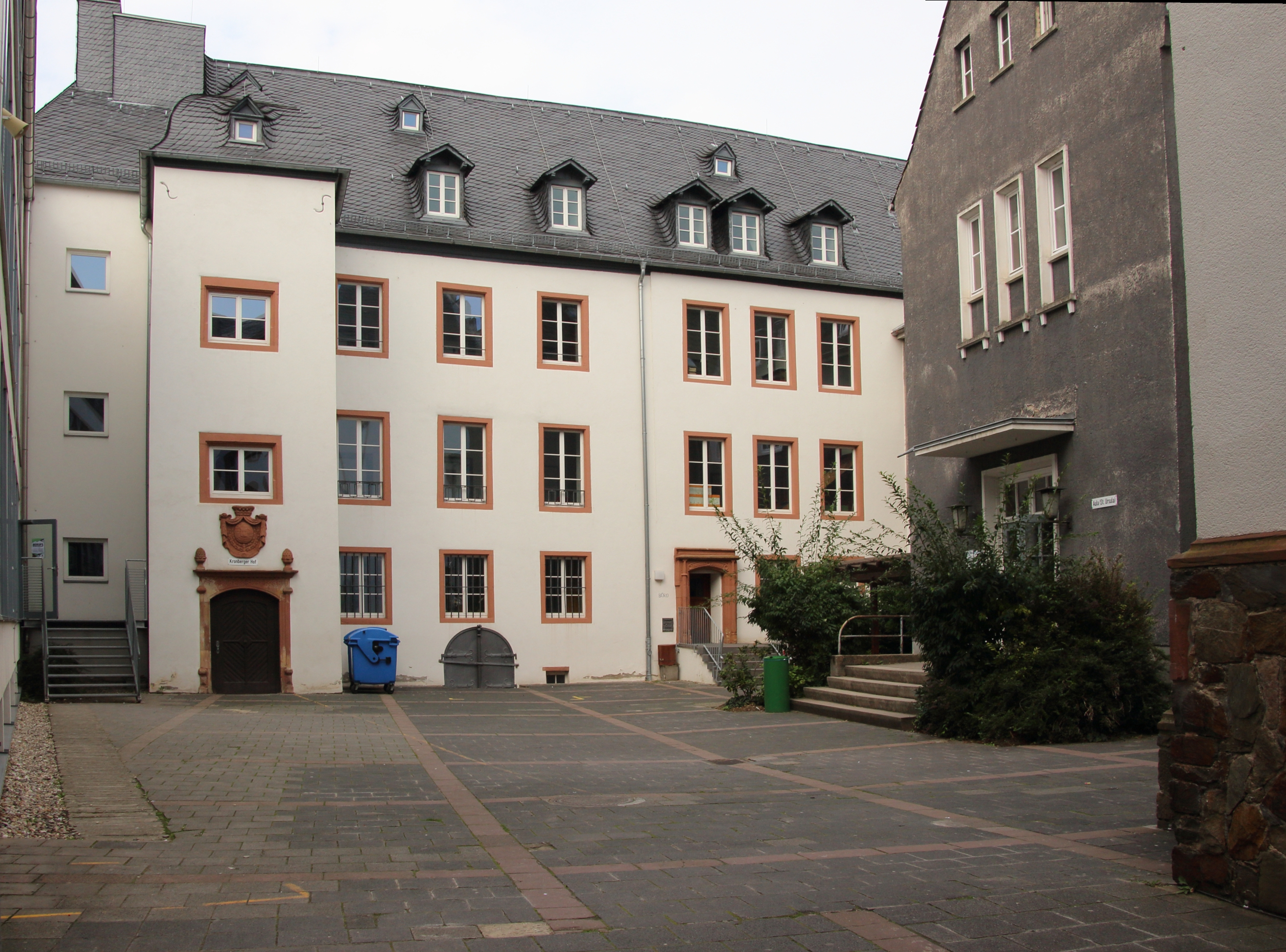
クロンベルガー・ホーフ
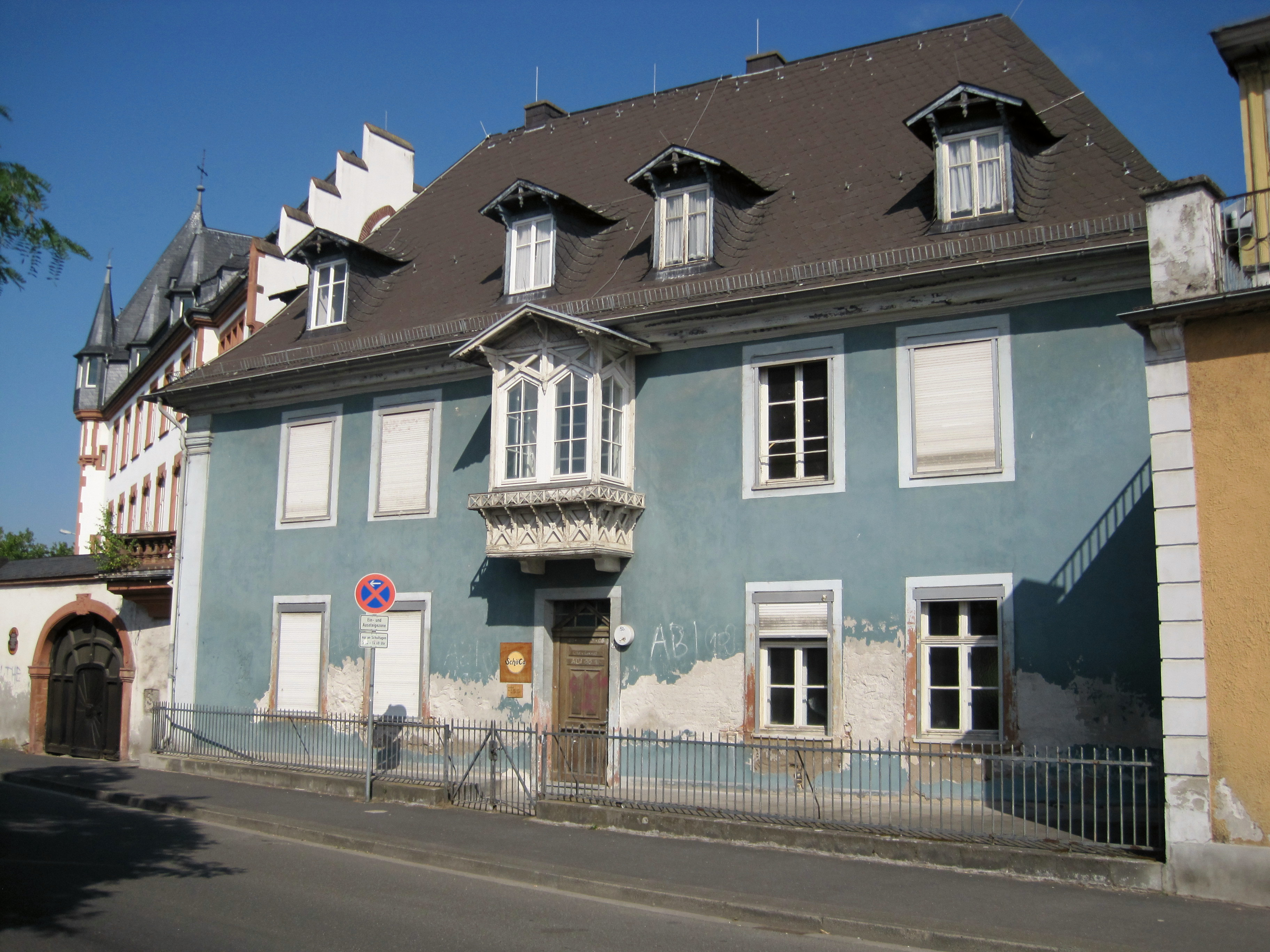
エーバーバッハー・ホーフ

#### 城館
市の西部や東部に古い城館や宮殿がある。

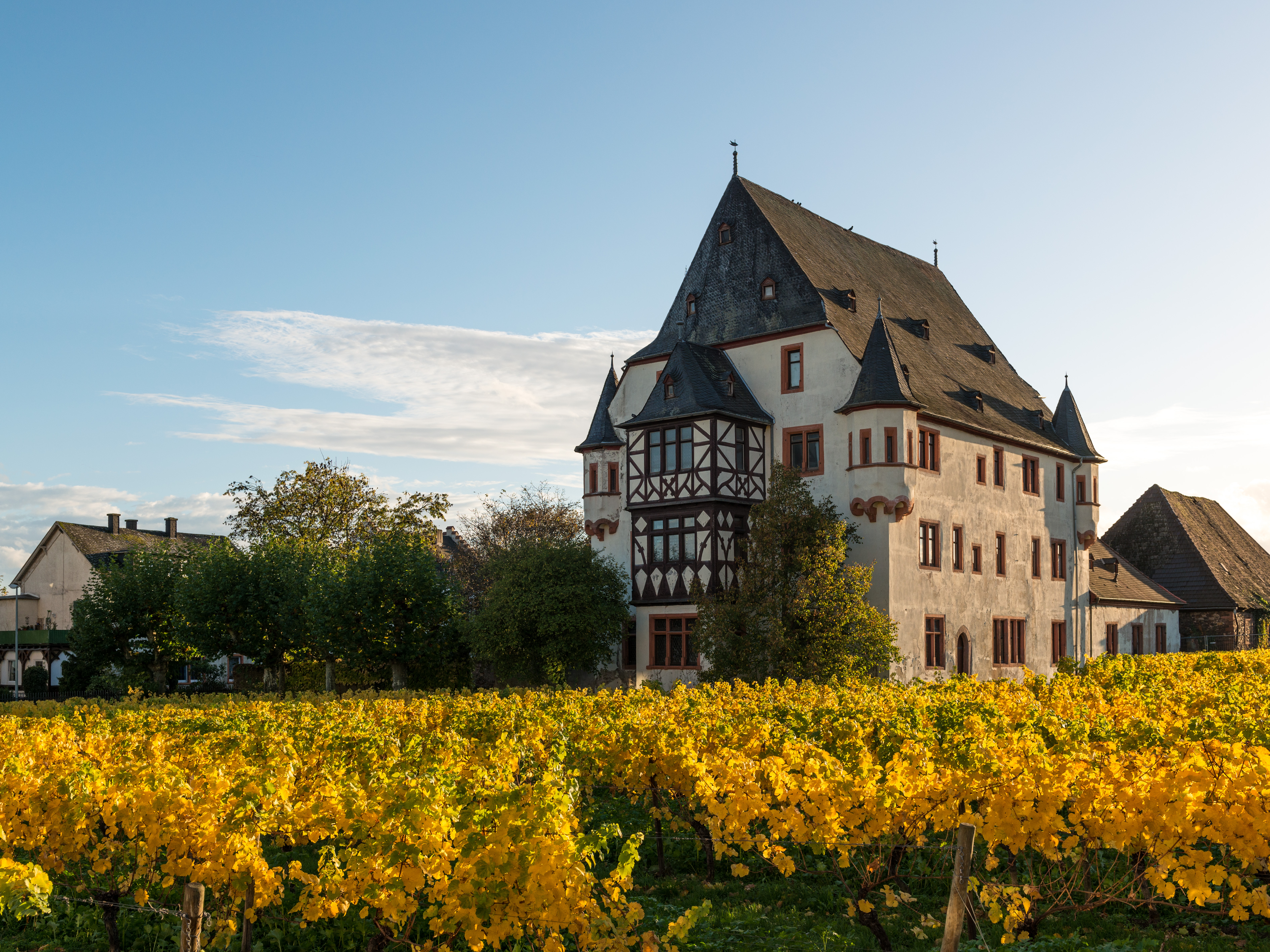
シェーンボルン城

- 1550年に建設されたシェーンボルン城（旧シュトックハイマー・ホーフ）は、駅に近いブドウ畑の中に建っており、人気の撮影スポットとなっている。この城は現在もシェーンボルン＝ヴィーゼントハイト伯（ドイツ語版、英語版）が所有しており、1階と2階は式典会場として利用されている。
- オスタイン宮殿は、最後のオスタイン伯の夏の居館であった。馬蹄形の施設は18世紀に建設された。豪華な中央部分は1811年頃に財産分与のために取り壊された。現在はザンクト・ウルズラ＝シューレの所有となっている。
- ヴィラ・モンレポス。19世紀にエドゥアルト・フォン・ラーデ（ドイツ語版、英語版）（研究機関の創設者）が建設した大きな公園の中の立派な建物である。
- コザーケンベルク城（旧インゲルハイマー・ホーフ）は17世紀の建物で、駅近くの高台にある。現在はワイナリーになっている。
- ツヴィールラインシェス宮殿。ドイツの法律家で政治家のハンス・コンスタンティン・フォン・ツヴィールライン（1802年 - 1863年）がコザーケンベルク城の上に建設した。何度も改築を経て現在は集合住宅となっており、バロック庭園は住宅地となった。

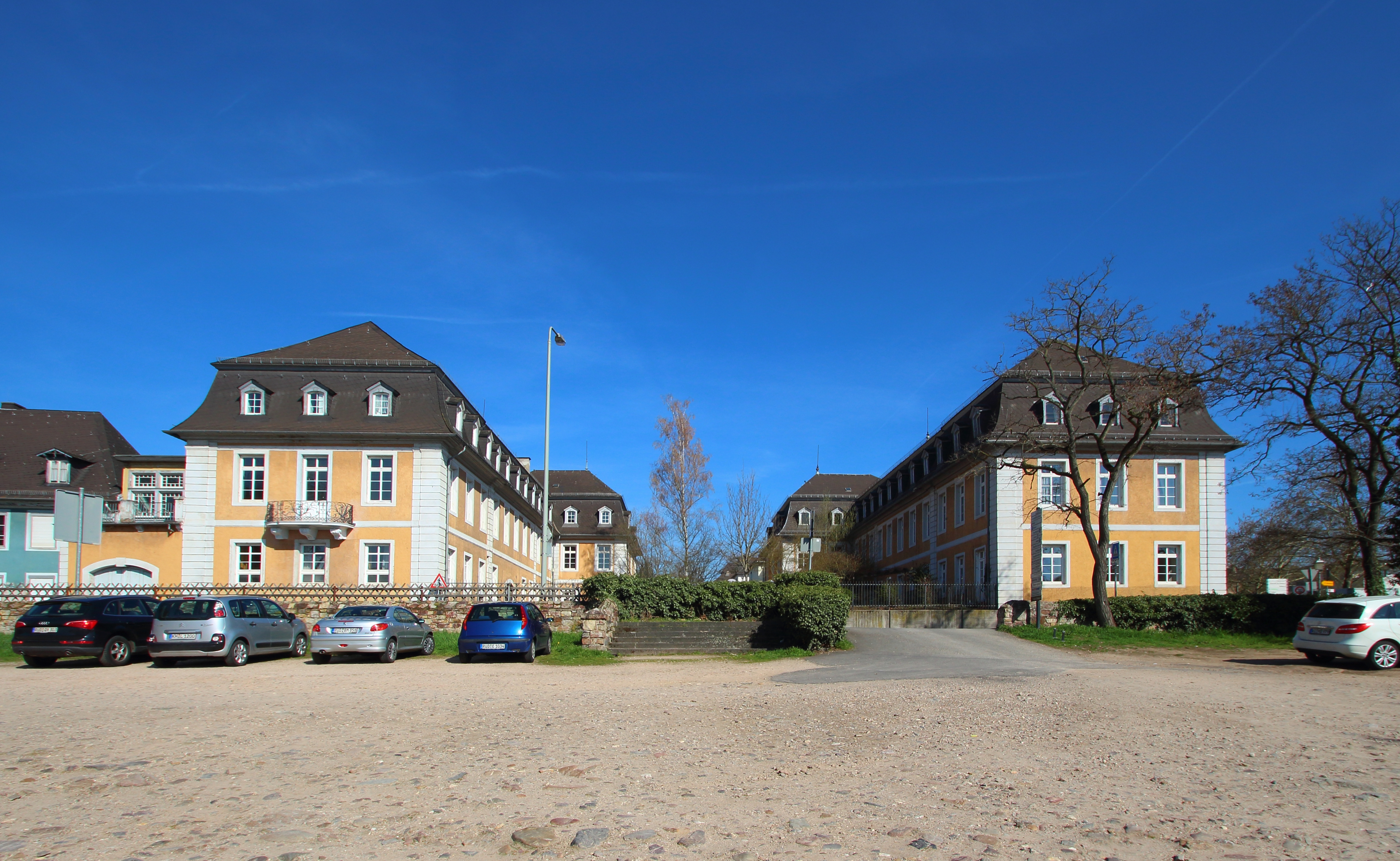
オスタイン宮殿
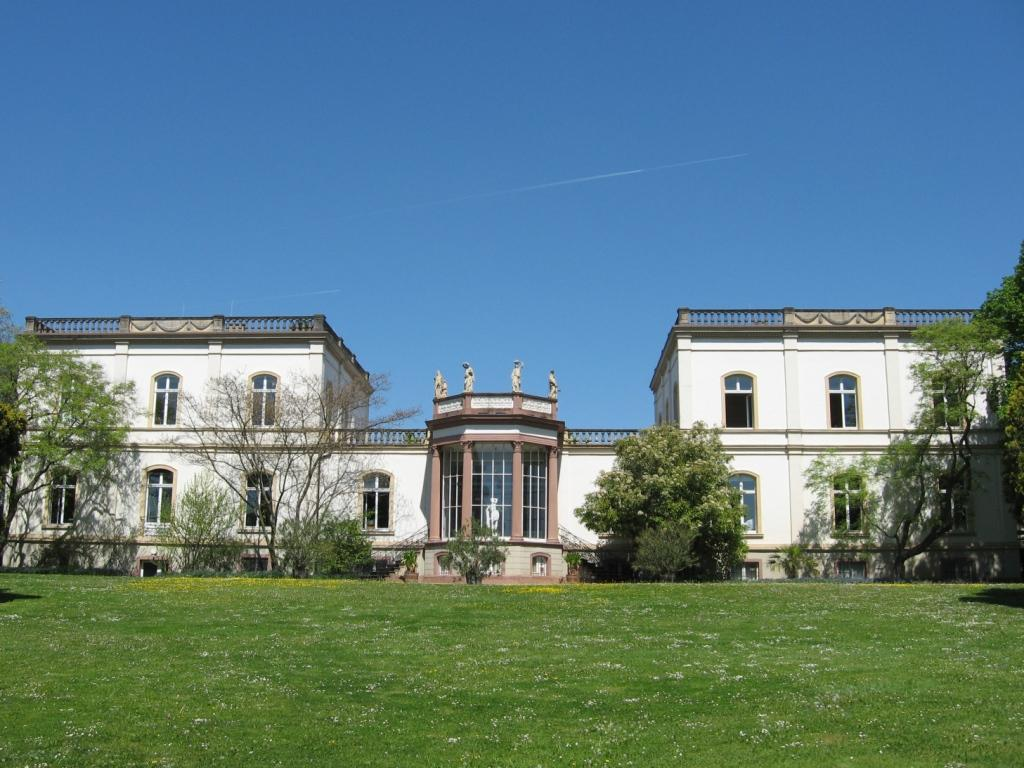
ヴィラ・モンレポス
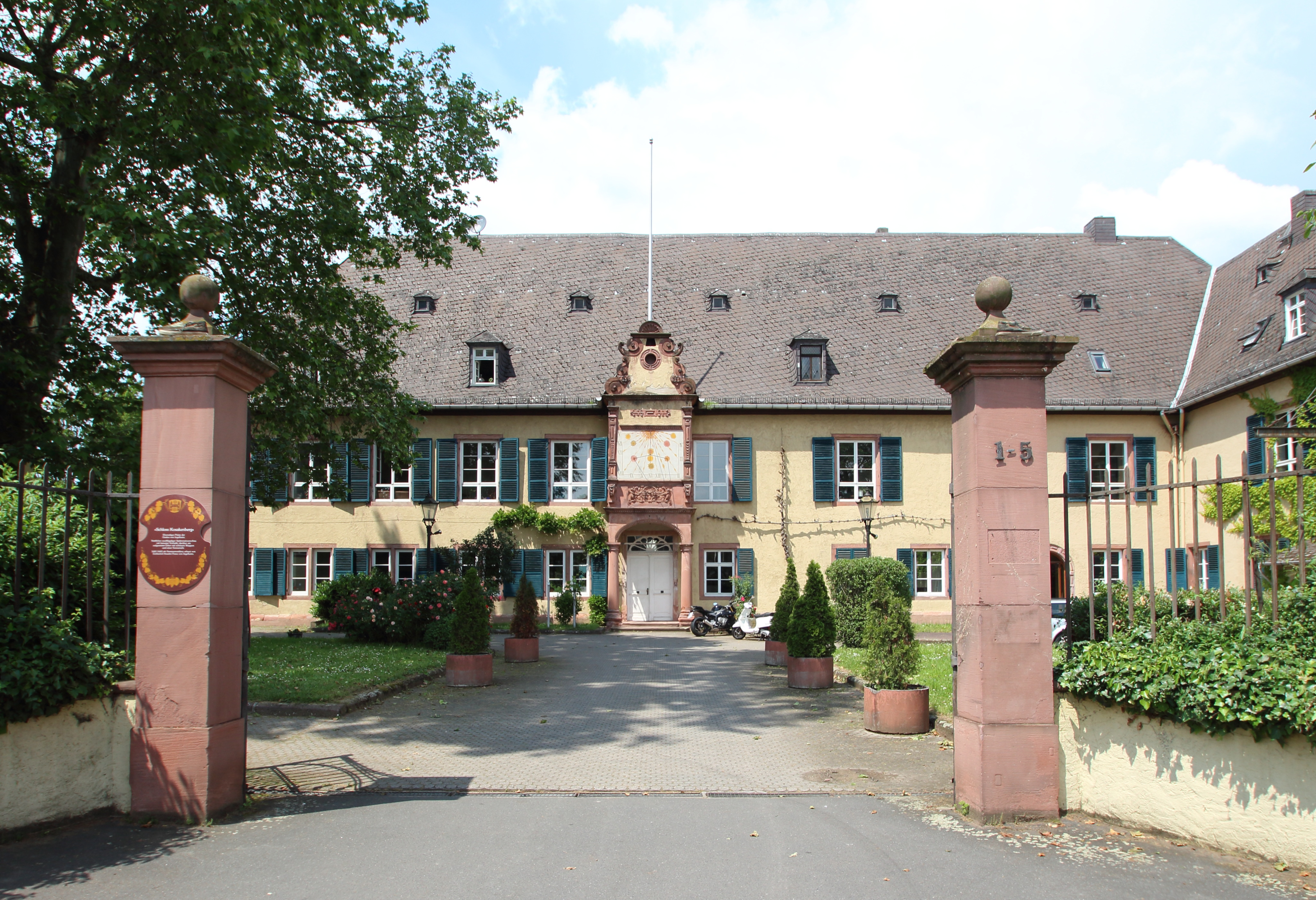
コザーケンベルク城

### スポーツ
ガイゼンハイムの西部、リューデスハイムとの市境のライン川沿いに以下の施設がある。
- ラインガウシュターディオン。芝生のグラウンドと合成樹脂の陸上競技施設がある。FV 08 ガイゼンハイムのホーム・グラウンドである。
- ラインガウバート。ラインガウで唯一の公共屋内プールである。

### 年中行事
- ヨハニスベルク城（およびラインガウ全域での）ラインガウ音楽フェスティバル[22]
- キリスト昇天祭の週末（父の日）:「Besser als nix! Das Festival」（直訳: 何もしないよりはいい！）
- 7月第3週末、4日間のガイゼンハイムのリンデンフェスト（直訳: ボダイジュ祭）
- 8月第1週末、ラインアンラーゲンでのゾンマーナハトフェスト（直訳: 夏の夜祭）
- 奇数年の9月第1週末、ガイゼンハイム研究所のオープンドア・デイ
- 9月第2週末、ヨハニスベルク城ワインとスパークリングワイン祭

## 経済と社会資本

### 経済
ガイゼンハイムは高い密度の教育・研究機関の他に、効率的で安定した経済構造を有している。数多くの商業、サービス業、手工業の業者の他に、国際的に活動している工業系企業も数社がガイゼンハイムに本社を置いている。このためガイゼンハイムは商業地や工業都市としても重要であった。大口雇用主の MAN ローラント印刷機械 AGの転出が転換点となった。街の経済は数年前から再び安定し、上向きに発展している。

### 地元企業
ガイゼンハイムにはフェロスタール工業設備 GmbH（旧フリッツ・ヴェルナー工作機械）が本社を置いている。この会社は、エッセンのフェロスタール＝コンツェルンの子会社である。ヴァッヘンドルフ企業グループは約470人を雇用しており、オートメーション化技術および制御の国際的先進企業である。家族企業のエルプスレー、かつてのガイゼンハイマー・カオリンヴェルクは飲料製品の製造販売で発展し、従事している。GAT (Gesellschaft für Antriebstechnik mbH) は、継続的な拡大の過程で2009年にガイゼンハイムに定着した。かつて MAN ローラント印刷機械 AG の本社であったアルテ・ヴェルクハレには、2012年に合成樹脂のリサイクルに特化した会社が入居した。映画館「リンデン＝テアター」は現在もガイゼンハイムにあり、業務再開のための統合運営体としての非営利団体によって運営されている。

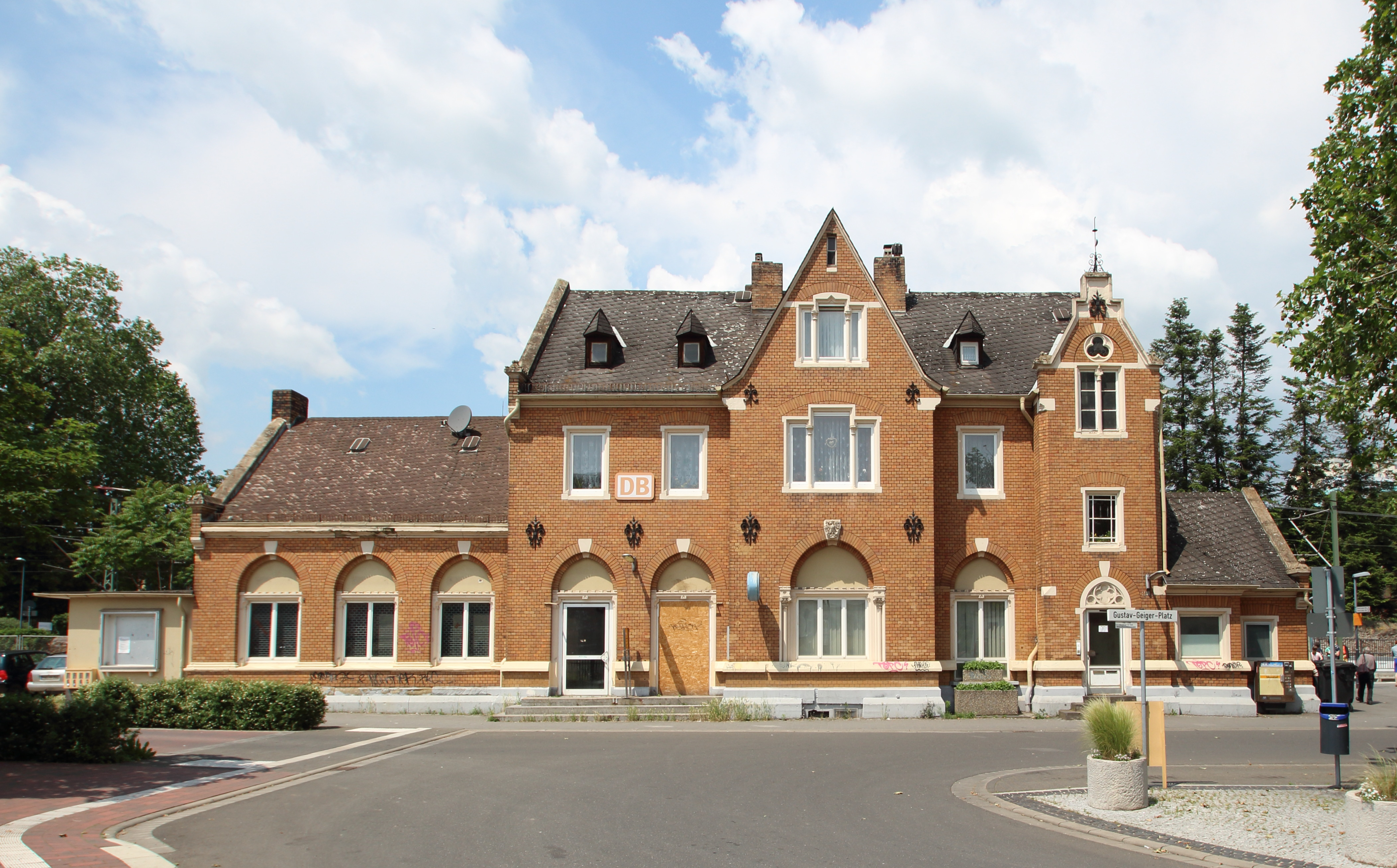
ガイゼンハイム駅

### 交通
ヴィースバーデンとコブレンツとを結ぶ連邦道 B42号線がガイゼンハイムを通っている。
ヴィースバーデンへは、ライン川の右岸を通って鉄道なら30分、地方バスならば1時間で到着することができる。
ガイゼンハイム駅では、2014年10月3日にポイント切替所が閉鎖された。それ以後ガイゼンハイム駅は電子制御の切替所につながっている。ラインガウの全ての駅がこの切替所から遠隔操作される。後からこれに接続したリューデスハイム駅は例外であった。フランクフルト・アム・マインの運行センターで稼働している運行サービスコントローラー「ラーシュタン・ジュート」がガイゼンハイム駅の運営を担当している。
2005年11月10日、ガイゼンハイムは、運転手の主導で ICE 1 を支援する150番目の都市となった。ヴィースバーデン中央駅で車両に「ガイゼンハイム/ラインガウ」という名前がつけられた。当時の市長マンフレート・フェーデレーンと当時のワインの女王ミヒャエラ・ハンスによって命名されたこの車両は、ICE 1 第2シリーズの第162編成である。
2007年からライン＝マイン交通連盟はバスでマリエンタール、ヨハニスベルク、ハルガルテン、プレスベルク、シュテファンスハウゼンとガイゼンハイムとを結んでいる。
不定期に小さな客船が着く船着き場もある。

### 自転車道
ヘッセン広域自転車道 R3号線の別ルートである R3a号線が市内を通っている。R3号線（ライン＝マイン＝キンツィヒ自転車道）は、「シュペートレーザーライターの痕跡をたどる」というモットーの下、ライン川、マイン川、キンツィヒ川沿いを走り、フルダを通ってレーン山地のタンまで延びている。エルトヴィレまでの最初の区間である R3a号線はラインガウアー・リースリング・ルートを通る。

### 教育
ガイゼンハイムは様々な学校が集中しており、「シュールシュタット」（直訳: 学校都市）と呼ばれている。
- エメリー＝ザルツィヒ＝シューレ（基礎課程学校）
- ヨハネス＝デ＝ラスペー＝シューレ（基礎課程学校）
- ザンクト・ウルズラ＝シューレ（実科学校部門を有する州認定カトリック・ギムナジウム）
- シュロス・ハンゼンベルク寄宿制学校（ヘッセン州の寄宿舎付きギムナジウム上級学校）
- ラインガウシューレ（州立ギムナジウム）
- いくつかの職業学校、たとえば商業学校や専門上級学校
- ガイゼンハイム職業学校ラインガウ（職業教育学校）
- ガイゼンハイム単科大学（2013年1月1日から）
- レオポルト＝バウジンガー＝シューレ（養護学校）
- ガイゼンハイム市立図書館

ガイゼンハイムには1872年からワイン製造と造園のためのガイゼンハイム研究所がある。この研究所は1970年代初めから、ガイゼンハイムに学科を有していたヴィースバーデン専門単科大学（後にラインマイン単科大学に改名）と共同研究を行っていた。この研究所の重点分野は造園とワイン製造および飲料工学であった。ガイゼンハイムの学科は2013年1月1日にガイゼンハイム研究所と統合されてガイゼンハイム単科大学となった。このヘッセン州で13番目の単科大学はいわゆる「新タイプ単科大学」で、応用研究および基礎研究の学士課程・修士課程を伴う実践的学校教育を行うとともに、博士課程をも有している。この単科大学を有していることでこの街は、ヘッセン自治体法第13条第2項に基づき、「ホーホシューレシュタット」（直訳: 大学都市）の称号を与えられた。
ヨハニスベルクの州所有のハンゼンベルク城は2003年にヘッセン州から特別な実績と社会活動のギムナジウム上級学年学校として寄宿制学校に改築された。

## 人物

### 出身者
- ヤーコプ・クリストマン（ドイツ語版、英語版）（1554年 - 1613年）オリエント学者、天文学者
- フィリップ・ホフマン（1806年 - 1889年）建築家
- ペーター・ヨーゼフ・ブルーム（ドイツ語版）（1808年 - 1884年）リムブルク司教
- ハインリヒ・エドゥアルト・フォン・ラーデ（ドイツ語版、英語版）（1817年 - 1904年）銀行家、武器商人、外交官、園芸家、育種家、アマチュア天文学者。ガイゼンハイム研究所の設立者。
- オットー・ドレーゼル（ドイツ語版、英語版）（1826年 - 1890年）作曲家、ピアニスト
- ローレンツ・ヴェルトマン（1858年 - 1921年）ドイツ・カリタス連盟の創始者で初代総裁
- ハンス・ブルゲフ（ドイツ語版、英語版）（1883年 - 1976年）植物学者、生薬学者

### ゆかりの人物
- フランツ・ヨーゼフ・ユング（1949年 - ）政治家。国防大臣（2005年 - 2009年）、労働・社会大臣（2009年）を務めた。ラインガウシューレで学んだ。
- ヘルマン・ミュラー＝トゥールガウ（ドイツ語版、英語版）（1850年 - 1927年）植物生理学者、植物学者、ワイン学者、ブドウ育種家。1876年から1890年までガイゼンハイム研究所の植物生理学研究ステーションに所属した。

## 関連図書
- Wolf-Heino Struck (1972). Geschichte der Stadt Geisenheim. Frankfurt
- Gerd Hagenow; Paul Claus (1991). Beiträge zur Kultur und Geschichte der Stadt Geisenheim 1. Geisenheim

### 訳注
1. ↑  ドイツ語: Gerichtslinde。その下で裁判が開かれた街の中心に位置するボダイジュの木。
2. ↑  ドイツ語: Stummは有名なオルガン製作者一族である。